# Justina Benda
Catharina Justina Benda, auch Auguste Benda und Justel Benda, verheiratete Auguste Zimdar (getauft 2. Juni 1757 in Gotha; † nach 1815), war eine deutsche Sängerin (Sopran) und Schauspielerin, einzige Tochter des Hofkapellmeisters und Komponisten Georg Anton Benda. 1779 heiratete sie den Schauspieler Karl Friedrich Zimdar, 1797 den Schauspieler Adolph Noel Blanchard.

## Leben

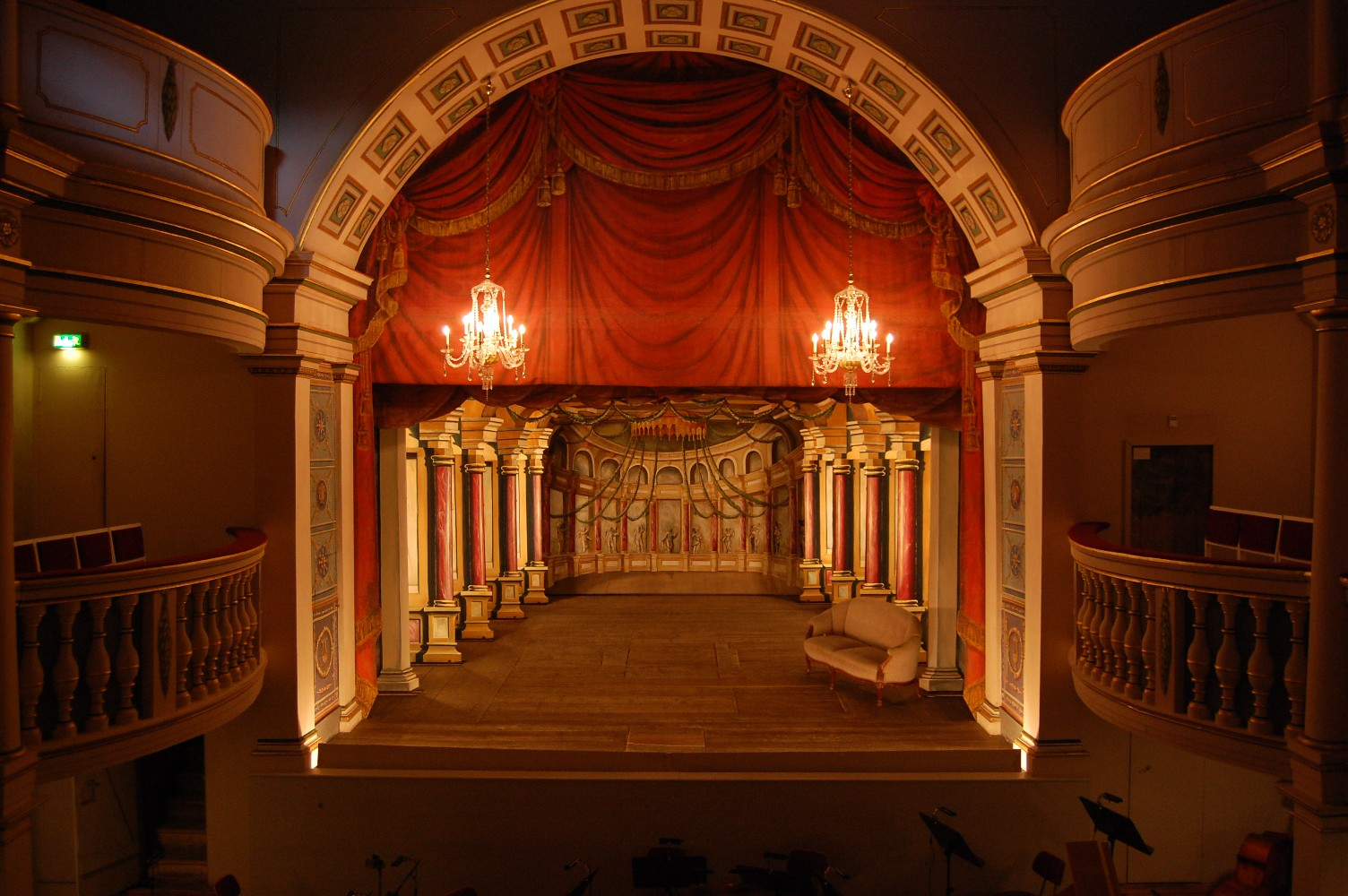
Gothaer Hoftheater (Ekhof-Theater)

Justina Benda erhielt eine Gesangsausbildung von der Gothaer Hofsängerin Anna Franziska Hattasch, Schwester ihres Vaters Georg Anton Benda. Am Gothaer Hoftheater debütierte sie 1776 als Laura in der Uraufführung seiner Oper Romeo und Julie (Libretto von Gotter nach Shakespeare).
Anfang 1778 folgte Georg Anton Benda mit Tochter Justina, Sohn Hermann Christian und Neffe Heinrich Christoph Hattasch dem Ruf von Theaterdirektor Friedrich Ludwig Schröder nach Hamburg. Entgegen dem Willen ihres Vaters verlobte sich Justina, auch zum Leidwesen des damals noch in Gotha debütierenden August Wilhelm Iffland, mit dem Schauspieler und Dramaturg Karl Friedrich Zimdar; die Heirat fand Anfang 1779 kurz nach der Abreise ihrer Verwandten statt.
Nach Schröders Rücktritt von der Theaterleitung wechselte das Ehepaar Zimdar 1780 an das Hoftheater Schwedt, dann 1782 nach Brünn (Direktion Romanus Waitzhofer); weitere Stationen waren 1783 Mainz und Göttingen (Großmannsche Gesellschaft), 1784 Ständetheater Prag (Zweite Bondinische Gesellschaft), 1786 Dresden (Erste Boninische Gesellschaft), 1787/88 Breslau (Wäsersche Gesellschaft), 1789 Hoftheater Schleswig (Direktor Abel Seyler), wo Zimdar 1792 seinem Leben ein Ende setzte.
1894 schloss sich Witwe Justina Zimdar mit ihrer Tochter Caroline Zimdar, die bereits in Schwedt in Kinderrollen aufgetreten war, erneut der Wäserschen Gesellschaft in Breslau an, der auch ihre Cousine Sophia Carolina Benda (Tochter von Franz Benda), ihr späterer Schwiegersohn, der Schauspieler, Regisseur und Schriftsteller Maximilian Scholz (1744–1834), sowie ihr künftiger Ehemann, der Schauspieler Adolph Noel Blanchard (1765–1832), angehörten. Bis 1815 ist „Mad. Blanchard“ in Breslau nachzuweisen.
Familie
Vier Geschwister von Justina Benda konnten ebenfalls Karriere auf deutschen Bühnen machen:
- Friedrich Ludwig Benda (1752–1792), Geigenvirtuose und Komponist in Mannheim, Hamburg, Ludwigslust und Königsberg
- Heinrich Benda (1754–vor 1806), Violinist, zunächst ebenfalls bei der Seylerschen Gesellschaft, später am Döbbelinschen Theater in Berlin
- Hermann Christian Benda (1759–1805), Sänger und Schauspieler, in Hamburg, Berlin, zuletzt viele Jahre am Hoftheater Weimar unter Goethe
- Carl Ernst Eberhard Benda (1764–1824), in Berlin zunächst als Schauspieler und Sänger am Döbbelinschen Theater, dann viele Jahre am dortigen Hoftheater

## Bühnenrollen (Auswahl)
- Laura in Romeo und Julie, Oper von Georg Anton Benda, Libretto von Gotter nach Shakespeare
- Wilhelmine in Der Holzhauer, Singspiel von Georg Anton Benda
- Rosine in Der Advokat und der Bauer von Rautenstrauch
- Hannchen in Das gute Mädchen, Operette von Goldini/Johann Joachim Eschenburg-Piccinni
- Hannchen in Lucas und Hannchen, Oper von Johann Friedrich Gottlieb Beckmann
- Louise in Ertappt, Ertappt, Lustspiel von Johann Karl Wezel
- Zemire in Zemire und Azor, Oper von Marmontel und Grétry
- Gassilde in Sancho Pansa, Operette von Poinsinet/Eschenburg-Philidor
- Maria in Das Mädchen im Eichthal, Singspiel von (Johann Christian) Bock – Lampe
- Fideline in Das Wäschermädchen, Operette nach Bock-Zannetti
- Nichte des Generals in Der Adjutant, Lustspiel von Wilhelm Heinrich Brömel
- Isidore in Adrast und Isidore oder die Serenate, Oper nach Molière von Bretzner-von Kospoth
- Belinde in Die Colonie, Operette von Antonio Sacchini
- Juliane in Juliane von Lindorak, Schauspiel von Schröder und Gotter nach Doride von Gozzi
- Arsène in Die schöne Arsène von Favart-Monsigny
- Clarisse in Die eingebildeten Philosophen von Paesiello
- Kunegunde in Oda, Trauerspiel von Babo
- Wilhelmine in Nicht mehr als sechs Schüsseln, Lustspiel von Großmann
- Donna Flavia in Die Eifersucht auf Probe, Oper von Eschenburg-Anfossi
- Julia in Romeo und Julie, Oper von Georg Anton Benda, Libretto von Gotter nach Shakespeare
- Prinzessin Eboli in Don Carlos von Schiller
- Marianne in Das Bürgerglück, Lustspiel von Babo
- Friederike in Betrug durch Aberglauben, Oper von Ebert/Dittersdorf